# 何塞·阿雷查瓦莱塔
何塞·阿雷查瓦莱塔-巴尔帕多（西班牙語：José Arechavaleta y Balpardo，1838年9月27日—1912年6月16日）是一位出生于西班牙的药剂师、地质学家和博物学家，活跃于乌拉圭。
18岁时，他移居乌拉圭，在那里结识了植物学家何塞·埃内斯托·吉伯特。1862年，他获得药学学位，后来在蒙得维的亚共和国大学教授植物学、动物学和自然历史课程。1892年，他被任命为蒙得维的亚自然历史博物馆的馆长，一直担任该职位直至1912年去世。
在乌拉圭，他研究并收集了全国各地的昆虫，对鞘翅目尤其感兴趣。作为一名植物学家，他发表了一部关于该国本土禾本科的重要著作。他因在大学实验卫生研究所建立细菌学实验室而受到赞誉。1899年，卡洛斯·路易吉·斯佩加齐尼以他的名字命名植物属Arechavaletaia。

## 主要作品
- Las gramíneas uruguayas, 1894 - 乌拉圭禾本科植物
- Flora uruguaya; enumeración y descripción breve de las plantas conocidas hasta hoy y de algunas nuevas que nacen espontaneamente y viven en la República Uruguaya, 1901 - 乌拉圭植物群，乌拉圭共和国已知植物的列表和简要描述。[4]

## 荣誉
一些以阿雷查瓦莱塔命名的植物物种：
- (Arecaceae) Cocos arechavaletana Barb.Rodr.[5]
- (Malvaceae) Pavonia arechavaletana Krapov. & Fryxell（英语：Paul Fryxell）[6]